# 出張鑑定人・宝来伝吉
『出張鑑定人・宝来伝吉』（しゅっちょうかんていにん・ほうらいでんきち）は、2014年から2016年までフジテレビで放送されたテレビドラマシリーズ。全2回。主演は伊東四朗。
放送枠は「金曜プレステージ」（第1作）、「土曜ワイド」（第2作）

## キャスト

### 骨董屋
宝来伝吉
演 - 伊東四朗
国選鑑定人である美術鑑定士。
宝来あかり
演 - 福田沙紀
伝吉の孫。小金井の恋人。

### 警察関係者
小金井雪夫
演 - 東幹久
警視庁捜査一課の刑事。骨董好き。
野島徹
演 - 飯田基祐
警視庁捜査一課の管理官。
黒岩勝
演 - 今井雅之
警視庁捜査一課の係長。

### その他
白鳥花代
演 - 猫背椿
小料理「花代」の女将。
香川栄二
演 - 佐藤B作
金融業者。前科者。

### ゲスト
第1作（2014年）
- 松本秀和（刑事） - 礼保
- 今田敏夫（刑事） - 小磯勝弥
- 千葉順平（陶芸家） - 松田賢二
- 鳳玄風（茶道家家元） - 佐渡稔
- 寺尾朋子（陶芸家・寺尾大蔵の長女） - 宮地雅子
- 鳳康之（玄風の息子） - 伊東孝明
- 矢崎明文（美術商） - 浅見小四郎
- 寺尾賢一（タクシードライバー・寺尾大蔵の長男） - 志村東吾
- 磯山（伝吉の客） - 市川勇
- 昭介（伝吉の客） - 小倉一郎
- 多恵子（昭介の妻） - 小柳友貴美
- 悦子（お宝掘出し鑑定会の依頼人） - 上岡紘子
- 青山マミ（喫茶店「TOKIWAGI」店主・千葉の亡き妻の妹） - 奥山佳恵
- 寺尾伸也（寺尾大蔵の次男） - 大橋智和
- 刑事 - 田中瑛祐
- 苗子（メンズエステの受付） - 内藤千紗
- 司会者 - 葉山昴
- 春日肇（鑑定士） - 江良潤
- お手伝い - 柿弘美
- 鑑識 - 稲葉大助
- 桃子（メンズエステ嬢） - ローザユリ

第2作（2016年）
- 田代圭介（警視庁捜査一課8係 運転手） - 蟹江一平
- 宮下誠治（科学捜査研究所 研究員） - 山口良一
- 竹下満（都立水嶋高等学校 教師） - 少路勇介
- 西岡重之（東京被害者支援の会 事務局長） - 西ノ園達大
- 笠井千鶴子（家政婦） - 和泉ちぬ
- 城山百合子（賢吾の妻） - 持田雅代
- 刑事 - 田中瑛祐
- 城山広太（百合子の息子） - 山本栄司
- 横田祐介（道代の夫・2年前自殺） - 梨本浩市
- 高野洋司（明應総合病院 医師） - 松村遼
- 農家 - 野間洋子
- 康子（千鶴子の近所） - 氏家恵
- 香川の愛人 - はるのめいこ
- 横田道代 - 櫻井淳子
- 峰岸一郎（明應総合病院 警備員） - 大河原啓介
- 都立水嶋高等学校 教師 - 高橋美津子
- 沢木彩音（科学捜査研究所 研究員） - 平田美穂子
- 明應総合病院 事務員 - 喜多村千尋
- 横田美帆（祐介と道代の娘） - 船木えりあ
- 明應総合病院 看護師 - 月岡鈴
- 滋子（道代の父の後妻・伝吉の元妻・故人） - 比佐廉
- 竹下の恋人 - 雨宮舞香
- 刑事 - 大野真幸
- 刑事 - 長田拓郎
- 志村和美（掃除婦） - 根岸季衣

## スタッフ
- ナレーター - 石井隆夫（第1作）、多田野曜平（第2作）
- 編成企画 - 細貝康介（第1作）
- 脚本 - 末安正子、石原武龍
- 監督 - 山本大輔
- プロデューサー - 菊池誠、水岸康晴
- 制作 - フジテレビ
- 制作著作 - アズバーズ

## 放送日程
| 話数 | 放送日        | サブタイトル                                                                                                | 脚本     | 監督     |
| ---- | ------------- | --- | -------- | -------- |
| 1    | 2014年4月25日 | 凶器は時価1億円？ 砕け散った国宝が招く愛と欲望の連続殺人！                                                  | 末安正子 | 山本大輔 |
| 2    | 2016年2月27日 | 伊東四朗演じる出張鑑定人・宝来伝吉シリーズ第二弾 抜群の審美眼を持つ国選鑑定人が美術品が絡む殺人事件に挑む！ | 石原武龍 | 山本大輔 |